# Musikjahr 1698
Liste der Musikjahre

◄◄ | ◄ | 1694 | 1695 | 1696 | 1697 | Musikjahr 1698 | 1699 | 1700 | 1701 | 1702 | ► | ►►

Weitere Ereignisse
Dieser Artikel behandelt das Musikjahr 1698.

## Ereignisse
- Durch einen Erlass von Papst Innozenz XII. werden in Rom sämtliche Theater- und Opernaufführungen verboten. Das Verbot wird 1701 von Papst Clemens XI. bestätigt und von diesem erst 1710 wieder aufgehoben.
- John Abell ist 1698/1699 am Kasseler Hof angestellt.
- In Wien wird Johann Joseph Fux von Kaiser Leopold I. zum Hofcompositeur ernannt, nach traditioneller Überlieferung gegen den Willen der einflussreichen italienischen Hofmusiker.[1]
- Marc-Antoine Charpentier erhält eine feste Anstellung als Musiklehrer der Kinder der Sainte Chapelle mit herrschaftlicher Wohnung innerhalb des Palastes in Paris.
- Frances Purcell, die Witwe von Henry Purcell, veröffentlicht einige von Purcells Werken im Druck, darunter das erste Buch der berühmten Sammlung Orpheus Britannicus (das zweite Buch erscheint 1702).
- Giuseppe Torelli wird Kapellmeister der Hofkapelle des Markgrafen von Ansbach.

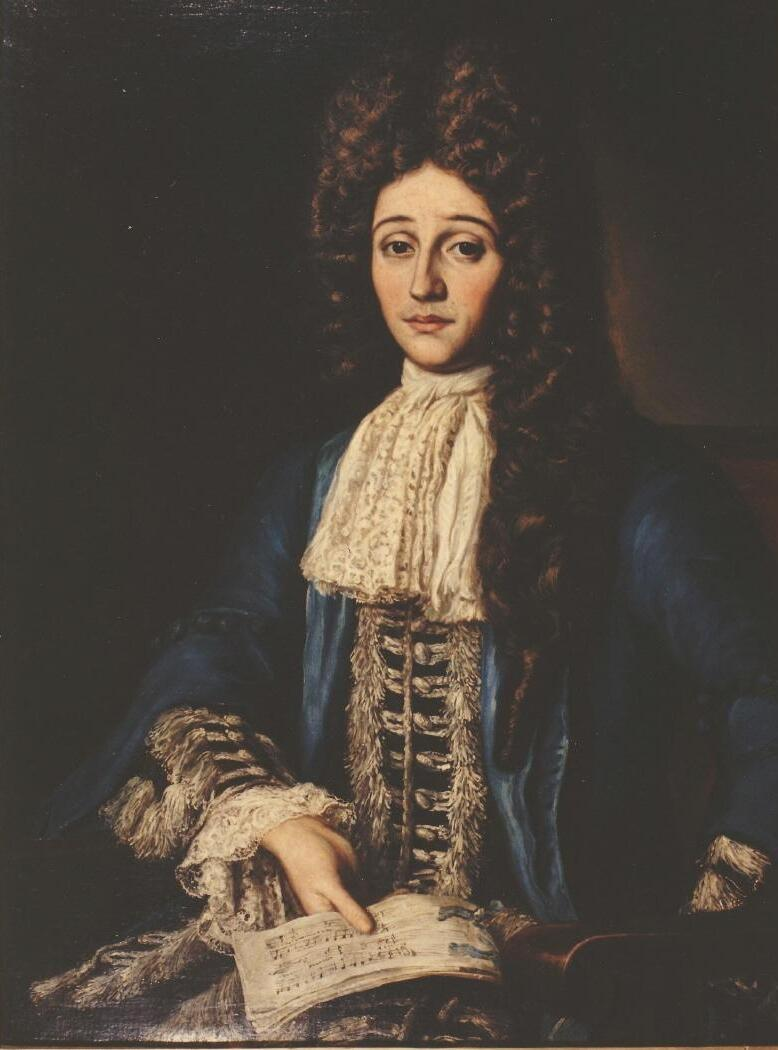
Der Soprankastrat Matteo Sassano, gen. Matteuccio

- Der als „Nachtigall von Neapel“ berühmte Sopranist Matteo Sassano wird von der spanischen Königin nach Madrid gerufen, um jeden Abend für den kranken und depressiven König Karl II. zu singen. Der Sänger bleibt bis zu Karls Tod im Jahr 1700 am spanischen Hof.

### Uraufführungen

#### Bühnenwerke

##### Oper
- 10. Januar: Das Sing- und Tanzspiel in einem Akt Die durch Wilhelm den Großen in Britannien wieder eingeführte Irene von Reinhard Keiser auf das Libretto von Christian Heinrich Postel wird uraufgeführt.
- 09. Juni: Das Singspiel in drei Akten mit Epilog Der bey dem allgemeinen Welt-Frieden Von dem Großen Augustus Geschlossene Tempel des Janus von Reinhard Keiser auf das Libretto von Christian Heinrich Postel wird „Zur Feier des langgewünschten Friedensfestes“ in der Oper am Gänsemarkt in Hamburg erstmals aufgeführt. Die Oper entstand anlässlich des Friedens von Rijswijk 1697.
- 15. November: Das Singspiel in einem Akt Allerunterthänigster Gehorsam, Welcher auff dem erfreulichsten Nahmens-Tage des Großen Kaysers Leopolds in einem Tantz- und Singe-Spiel vorgestellet ward von Reinhard Keiser auf das Libretto von Christian Heinrich Postel hat Uraufführung.
- 26. Dezember: Die Opera seria in drei Akten L’innocenza giustificata von Benedetto Vinaccesi auf ein Libretto von Francesco Silvani wird im Teatro San Salvatore in Venedig uraufgeführt.
- Die Oper in drei Akten Der aus Hyperboreen nach Cymbrien überbrachte Güldene Apfel von Reinhard Keiser auf das Libretto von Christian Heinrich Postel wird uraufgeführt.
- In Wien haben zwei Opern von Carlo Agostino Badia Uraufführung:
  - L'idea del felice governo
  - Lo squittinio dell'eroe

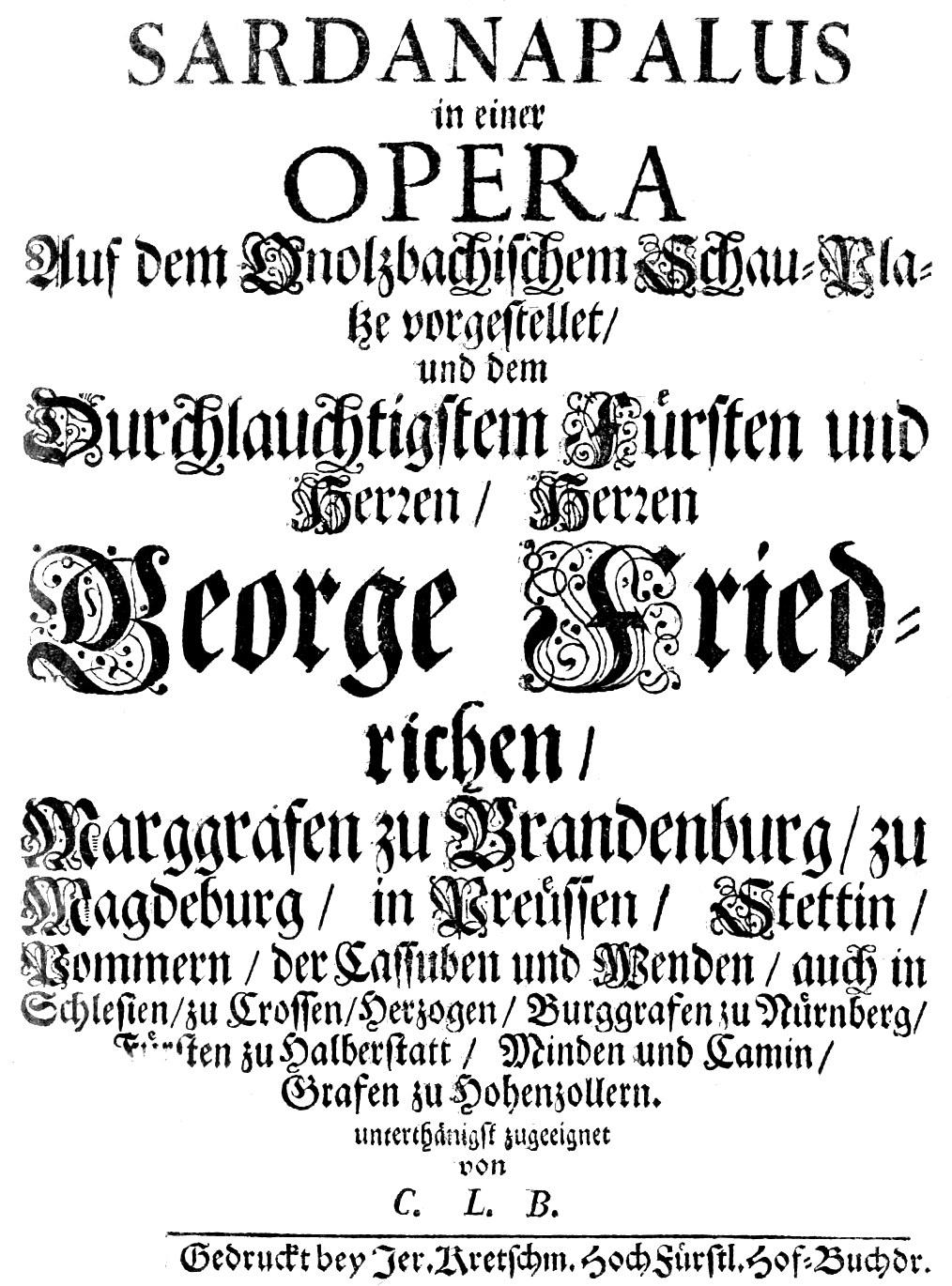
Christian Ludwig Boxberg – Sardanapalus – Titelseite des Librettos – Ansbach 1698

- Die Oper Sardanapalus von Christian Ludwig Boxberg wird am Ansbacher Hof als Gastspiel der Leipziger Oper uraufgeführt. Es ist die einzige erhaltene Oper Boxbergs und die älteste erhaltene deutschsprachige Oper aus Mitteldeutschland und somit in vielerlei Hinsicht ein bemerkenswertes Denkmal der frühen deutschen Operngeschichte.
- Die Oper Attalanta ovvero la costanza in amor von Antonio Caldara nach dem Libretto von Nicolò Minato wird nach Übersetzung durch Friedrich Christian Bressand unter dem Titel Atalanta oder die verirrten Liebhaber in Braunschweig uraufgeführt.
- In Neapel werden zwei Opern von Alessandro Scarlatti erstmals aufgeführt:
  - La donna ancora è fedele (auf das Libretto von D. F. Contini)
  - Il prigioniero fortunato (auf das Libretto F. M. Paglia) mit dem jungen Sopranisten Nicolino (eigentlich Nicolò Grimaldi)[2]
- Die Oper Le rivali concordi von Agostino Steffani nach dem Libretto von Ortensio Mauro, die im Februar 1692 ihre Uraufführung hatte, wird unter dem Titel Die Vereinigten Mit-Buhler oder Die Siegende Atalanta im Theater am Gänsemarkt Hamburg gegeben.

##### Jesuitentheater
- Das Schuldrama Honor divinus de respectu humano triumphans, seu S. Thomas cancellarius … von Heinrich Ignaz Franz Biber (C. App. 27) nach dem Libretto von Wolfgang Rinswerger wird in Salzburg uraufgeführt.

##### Oratorium
- Vermutlich in Venedig wird das Oratorium Maddalena ai piedi di Cristo von Antonio Caldara uraufgeführt.

### Instrumentalmusik
- Georg Muffat – Florilegium Secundum. 8 Suiten für mehrere Instrumente (Passau)
- Giuseppe Torelli – 12 Concerti musicali a quattro, op. 6 (Augsburg)

### Vokalmusik

#### Geistlich
- Heinrich Ignaz Franz Biber – Missa Alleluia in C-Dur (C. 1), für Solisten, zwei Chöre zu 4 Stimmen (SATB), 2 Violinen, 3 Violen, 6 Trompeten, Kesselpauken, 2 „cornetti“ (Zinken), 3 Posaunen, Theorbe, Orgel und Violone (entstanden 1690–1698)
- Friedrich Wilhelm Zachow – Chorus ille coelitum (Kantate)

### Instrumentenbau

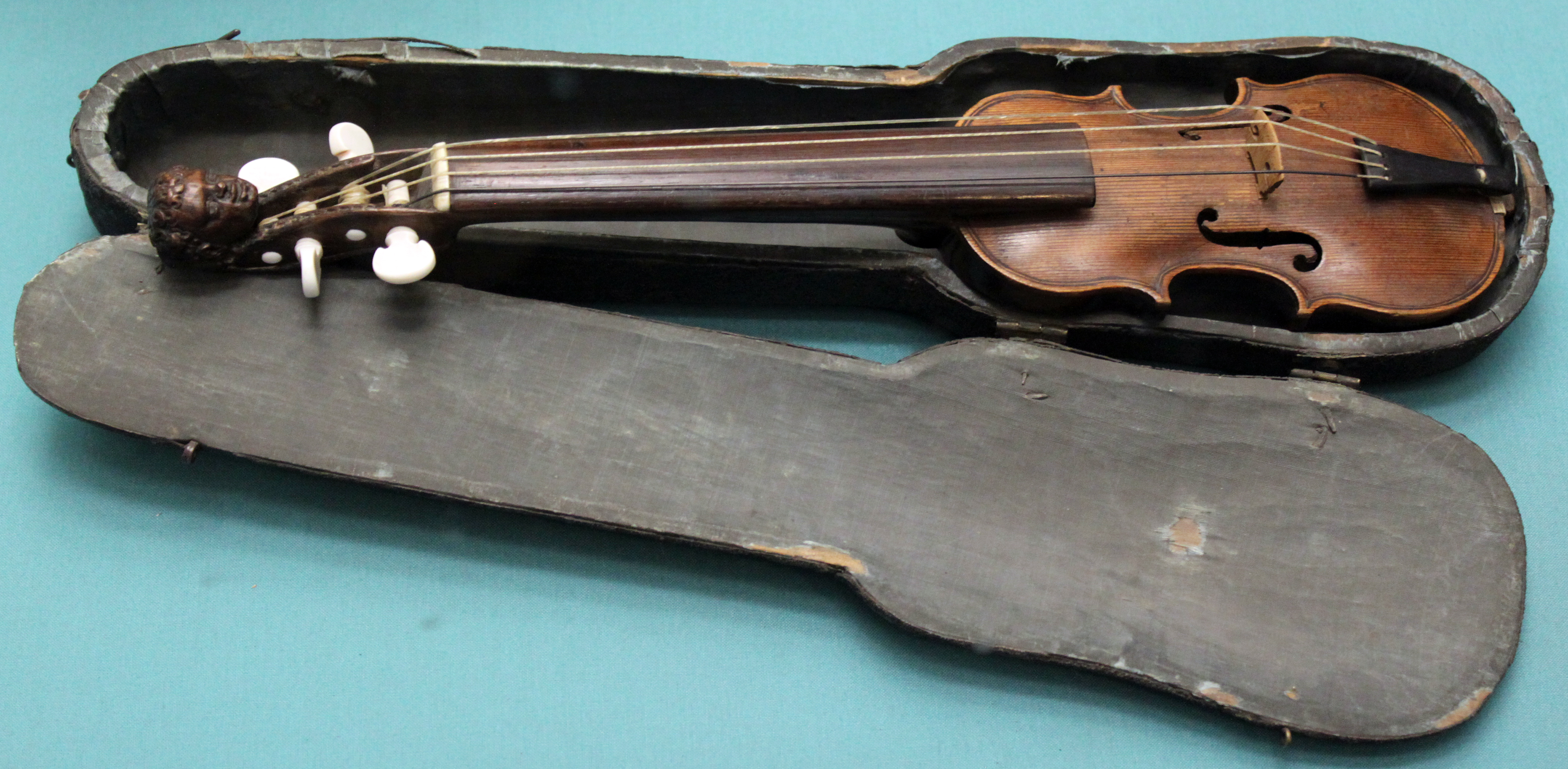
Tanzmeistergeige aus dem Jahre 1698 – Germanisches Nationalmuseum in Nürnberg

- Das Inventar der Musikinstrumente von Bartolomeo Cristofori aus dem Jahre 1700 listet ein arpicembalo che fà il piano e il forte – ein Cembalo, das in unterschiedlicher Lautstärke gespielt werden kann – auf, welches üblicherweise auf das Jahr 1698 datiert wird und als erstes Klavier gelten kann. Es hatte einen Tonumfang von vier Oktaven.
- Die beiden Söhne von Antonio Stradivari, Francesco (1671–1743) und Omobono (1679–1742), treten um 1698 in das Familienunternehmen ein. Vor 1725 lassen sich aber Spuren ihres Mitwirkens an den Instrumenten von Antonio Stradivari nicht erkennen.
- Antonio Stradivari baut die Violinen L’Alouette (oder The Lark), Cabriac, La Rouse Boughton, Vera und Baron Knoop (um 1698) sowie die Violoncelli St. Senoch Murray, Magg, Marquis de Cholmondeley und De Kermadec-Bläss.

## Geboren

### Geburtsdatum gesichert
- 03. Januar: Pietro Metastasio, italienischer Dichter und Librettist († 1782)
- 00. Januar: Pietro Auletta, italienischer Komponist und Organist († 1777)
- 24. Juli: František Jiránek, böhmischer Komponist († 1778)
- 11. August: Christian Heinrich von Watzdorf, sächsischer Hofbeamter, Domherr und Mäzen († 1747)
- 21. September: François Francoeur, französischer Violinist und Komponist († 1787)

### Genaues Geburtsdatum unbekannt
- Antonio Bioni, italienischer Sänger und Komponist († 1739)
- Riccardo Broschi, italienischer Komponist († 1756)
- Carl Johann Friedrich Haltmeier, deutscher Organist und Komponist († 1735)
- Christian Viktor Herold, deutscher Glockengießer, Rotschmied und Stückgießer († 1775)

## Gestorben

### Todesdatum gesichert
- 04. April: Heinrich Valentin Beck, deutscher Kantor und Komponist (* 1758)
- 28. Oktober: Francesco Ruggeri, italienischer Geigenbauer (* um 1630)
- 07. Dezember: Andrea Guarneri, italienischer Geigenbauer (* um 1626)

### Genaues Todesdatum unbekannt
- Giovanni Battista degli Antonii, italienischer Komponist (* 1636)
- Nicolò Minato, italienischer Dichter, Librettist und Impresario (* um 1630)